# おおたコミュニティ放送

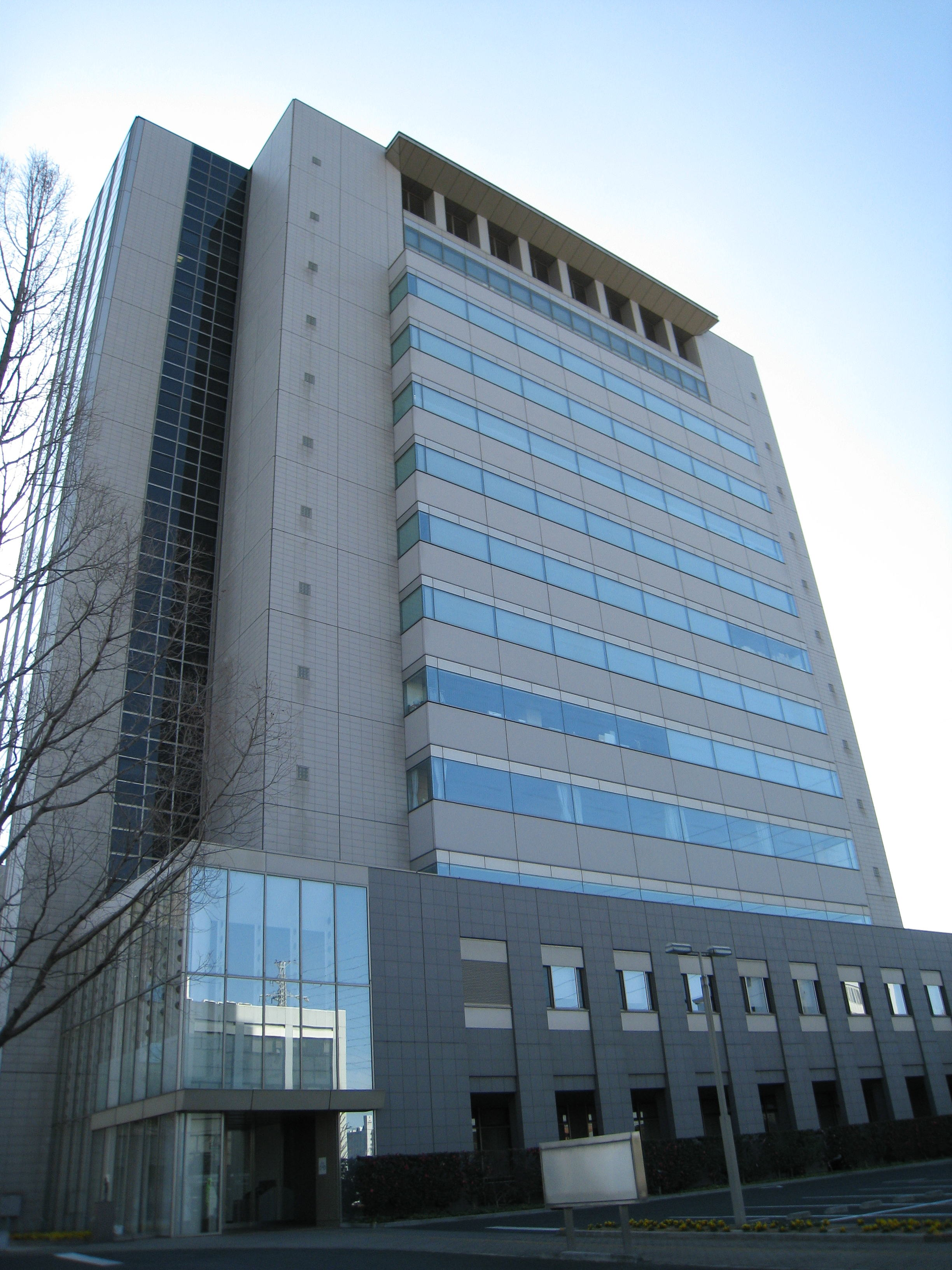
送信所がある太田市役所

株式会社おおたコミュニティ放送（おおたコミュニティほうそう）は、群馬県太田市の一部地域を放送区域として超短波放送（FM放送）を営む特定地上基幹放送事業者である。エフエム太郎（FM TARO）の愛称でコミュニティ放送を行っている。

## 概要
群馬県で3番目に開局したコミュニティ放送局である。愛称の「太郎」は公募で決まったものであり、太田市内を流れる利根川の通称「坂東太郎」に由来する。
コンセプトは、「おとなりラジオ、市民みんなのラジオ、いざというとき頼りになる、国際色豊かな放送」。太田市やその周辺にブラジル人人口が多いことから、Transamerica Japanと提携し、一部の番組でポルトガル語放送を行っている。
当初、送信所は太田市金山町39-1（東山公園）に設置されていたが、2013年（平成25年）現在は太田市役所屋上から送信。なお、東山公園内の局舎及び空中線（LD3段）と送信柱は存置されている。
空中線型式：5素子八木2段1面／3素子八木2段2面　実効輻射電力（ERP）：98W　最大輻射方向：北西
放送エリアは、太田市・大泉町及び邑楽町・足利市・熊谷市などの一部。
基本的に自社制作を中心とした編成である。過去には早朝・深夜帯にミュージックバードやSTARdigioなどの番組を放送していたが、2015年（平成27年）2月より再びミュージックバードの一部の番組をネットしている。
2002年（平成14年）10月、大阪府守口市のコミュニティ放送局FM HANAKOと、太郎と花子という意味合いから姉妹局となる。
2008年（平成20年）10月に、太田市浜町の太田市福祉会館から東武鉄道太田駅コンコース内に事務所及びスタジオを移転。この場所は、太田市が「まちづくり交付金」の交付を受けて整備した「待合室」であり、2013年9月に会計検査院から交付金の目的外使用であると指摘された。
2012年（平成24年）5月18日よりJCBAインターネットサイマルラジオへの配信を開始。2013年7月1日よりTuneIn Radioでのスマートフォン対応のサイマルラジオを開始した。
インターネットサイマルラジオサーバ変更に伴い、2022年（令和4年）3月25日よりJCBAインターネットサイマルラジオサイトまたはラジオアプリ「Radimo」での聴取対応となった。また、3月末以降アプリ「TuneIn Radio」での聴取が不可となる。
主要株主
- 太田市、大泉町、三洋電機、SUBARU、群馬銀行、上毛新聞社ほか

## 自社制作番組
2025年5月現在
- サンデーレディオ・T-FINE!

パーソナリティ：山崎善隆（愛称「よっちゃん」・「ヨッシー」・「やまさん」）・亀井歩（愛称「かめちゃん」、2015年1月25日まで）・久慈美由起（愛称「久慈ちゃん」、2015年2月8日 - 3月29日）・長島章子（愛称「ながしまん」・「ガッシー」、2015年4月5日 - ）
2003年10月スタート。2005年（平成17年）9月までは毎週金曜日に放送されていた8時間番組。
2005年10月から毎週日曜日午後2時から午後5時までの3時間番組となり、ミュージックバードを通じて全国で聞くことが出来た（2007年（平成19年）3月、全国ネット終了。また、著作権を保有する部分のみらじろぐによってインターネット放送が行われていた。その後、2009年5月 - 2023年9月24日までは新潟県十日町市のコミュニティ放送局・エフエムとおかまちとの同時ネット）。
ARTIST IS FINE（現在は終了）、SUPER MUSIC PICK（現在は終了）というコーナーでは、パーソナリティが気になるアーティストの新曲を紹介していた。また、音楽アーティストからコメントが届くこともあった。
現在は、X（旧Twitter）でfine767というアカウントを使用し、放送で流している曲を紹介している他、「ヒントでゲット」「チョチョチョチョイス」というコーナーを設けている。
「FINE!クイズ」というコーナーでは、1時間に問題が1問出題され、正解者の中から抽選で番組オリジナルステッカーとTAROの番組表をプレゼントしている。
- 夜のとばくち[6]

毎週火曜日 20時 - 20時55分放送。
ミュージックバード経由にて全国のコミュニティ放送局でも聞くことができた（2006年《平成18年》9月、全国ネット終了）。ミュージックバード経由最終回放送では、東京半蔵門のミュージックバードまで出向き、ミキサー持参で放送したのだという。
2019年2月19日に1000回目の放送日を迎え、今でも根強い熱狂的リスナーを持つ人気番組である。
トークの内容が、牛丼、そば、カレー、ラーメン、カツの話題や、放送後に飲食に行った店や、ハードオフの話で盛り上がる場合が多い。
水飯や、豆腐ごはん、冷やし凍らせたカレーが新たにレパートリーに加わった。（2022年12月20日の放送で、ゲスト出演した「あおち」がやっこ丼が好物だということを公言した。）
2023年4月4日放送で、とばくち飯が考案された。豆腐と納豆を混ぜながら、たくさんのみじん切りしたネギを加え、醤油で味付けしたものをご飯にのせた料理。
2022年8月9日放送分で開催された「とばくちサミット」では、インスタントラーメンや焼きそばに付いている粉末スープを使ったご飯、いわゆる粉メシの話題で盛り上がった。
夏なら涼しく、冬には温まるハイセンスな音楽をかけてくれる番組である。
同局番組対抗ウィキペディアで、T-FINEから1位の座を奪うべく躍進中。
2023年1月3日放送では、2023年最初の一曲目は兎年ということもあり、酒井法子「碧いうさぎ」だった。2023年3月7日放送で『恥ずかしいのでwikiにこのような事を書くのは自粛して欲しい』とパーソナリティに怒られるという事案が発生し、ますます耳が離せない。
パーソナリティ：山崎善隆・バター渡辺・KC茂木
- おおたシティインフォメーション[7]

毎週月曜日 - 金曜日 12時30分 - 12時45分（「Listen!!!」内包）、18時15分 - 18時30分（再放送・「Evening JAM!」内包）。
第2・第4火曜日は同時間帯にて「太田市長のほづみんトーク」（後述）を放送。
月・木曜日と第1・第3火曜日は太田市職員にて構成されている「行政情報放送委員」が日替わりでパーソナリティを務め、その日のテーマに沿った形で該当する職員や在住・在勤する人々を迎え話を聞いていく。
水・金曜日はFM TAROパーソナリティ陣が「広報おおた」から抜粋して話題を伝えるほか、太田市内で開催されるイベントに出向き参加者へのインタビューなども紹介。
- 太田市長のほづみんトーク

2025年5月13日からスタート。
穂積昌信太田市長がパーソナリティを務める番組（月2回、第2・第4火曜日）。アシスタントは小川裕子。
- 朝もぎっ![8]

朝のもぎたて情報ワイド番組。毎週月曜日 - 金曜日 7時 - 9時放送。
パーソナリティ：高川美緒（月：2019年2月4日 - 2022年5月30日、木・金：2022年1月6日 - ）・原島あゆみ（愛称「あゆみん」）（木・金：2014年9月26日まで及び2015年4月2日 - 2021年12月31日、月：2022年6月6日 - 2024年9月30日、2025年4月7日 - ）・府川優月（火：2023年6月6日 - 、水：2023年10月4日 - 2025年3月26日 ）・春風かおり（月：2024年10月7日 - 2025年3月24日、水：2025年4月2日 - ）
原島の第一子出産・育児休業に伴い、2022年1月からの木・金曜日も高川が代役出演していたが、6月6日から原島が毎週月曜日の出演で復帰となり、高川が木・金曜日の正式レギュラーへ変更となる。
また、2024年10月～2025年3月の第二子出産・育児休業時は、春風が新たに月曜日のレギュラーとして加入。
過去のパーソナリティ：久慈美由起（月 - 水：2014年7月28日まで）・長島章子（木・金：2014年10月2日 - 2015年3月27日）・片柳あかね（月：2016年4月4日 - 2018年12月31日）・木村綾（水：2014年8月4日 - 2023年9月27日、2016年3月28日までは月曜日・2023年5月30日までは火曜日も担当）
- マイク歴史カレンダー

朝のもぎたて情報ワイド番組「朝もぎっ!」内包。毎週月曜日-金曜日8時30分-8時35分放送。
パーソナリティ：亀井歩（2013年9月まで）、卯佐乃心月（2013年10月より）
"今日は何の日?" 的意味合いを持つ番組。
- Listen!!!（リッスン）[9]

昼の情報ワイド番組。
毎週月曜日 - 金曜日 11時 - 13時55分放送。
パーソナリティ：鈴木あやこ（本名：文子（あやこ）、愛称「やんげ」）（月・火）・小川裕子（愛称「おがゆ」）（水・木）・長島章子（金：2014年9月26日まで）・野村みゆき（愛称「ノムさん」）（金：2014年10月3日より）
中継リポーター：原島あゆみ（月1 - 2回・曜日不定「あゆみんさんぽ☆」担当、2014年9月まで、2015年10月より）
- Evening JAM!（イブニング・ジャム）[10]

夕方の情報ワイド番組。毎週月曜日 - 金曜日 17時 - 18時55分（2023年4月7日 - 2024年3月29日まで金曜日は「ちょこっとっ!サンダーズ」放送に伴い17時 - 18時49分まで、4月5日からは「朝もぎっ!」への内包に変更に伴い、月 - 木曜日同様の放送時間に再開）放送。
パーソナリティ：卯佐乃心月（うさの ここつき、愛称「ココちゃん」・「ココツキ姫」）（月・火）・野村みゆき（水）・久慈美由起（木・金：2014年8月1日より、2023年4月7日より金曜日のみ）・木村綾（木・金：2014年7月31日まで、木：2023年4月6日より）
- カウントダウンおおた[11]

毎週土曜日 13時00分 - 15時00分放送。
週末のランキングワイド番組。
地元太田のCDショップや映画館の最新人気情報を紹介するほか、シングルTOP20、洋・邦楽アルバムTOP5などを発表していく。
2013年3月までは「カウントダウンおおた J-TUNED!」（13時00分 - 17時00分放送、パーソナリティ：若林淳（愛称「ワカさん」）・和田珠実）と題し、上記のコーナーに加え、番組独自のTwitterを駆使しての企画コーナーも行われていた。若林の降板等に伴い、2013年4月6日放送分より現在の形態となる。
現在は、HMVのチャートをランキングを主に生放送している。
パーソナリティ：和田珠実・鶴淵信也
- 65号編集室

2022年10月スタート。毎週水曜日 21時00分 - 22時00分、毎週金曜日 10時00分 - 11時00分（再放送）。
音楽エンジニアである鶴淵自身が、音楽や曲を録音技術面から掘り下げていく番組。
パーソナリティ：鶴淵信也
- フランキー為谷のホップ・ステップ・ジャンプ![12]

毎週木曜日 21時00分 - 21時30分放送。
2022年9月までは21時00分 - 22時00分までの放送だったが、2022年10月からは放送時間が30分に短縮。
2022年7月より為谷の体調不良および療養等に伴い番組を休止した期間もあったが、2023年7月6日放送分より再開された。
パーソナリティ：フランキー為谷
- あおちぇっく!![13]

毎週日曜日 18時05分 - 19時00分、毎週火曜日 10時00分 - 11時00分（再放送）。
毎回一つのテーマを設け、それにちなんだ曲を紹介していく番組。
本放送は55分間だが、再放送はあおち自身が選曲した『今週のもう一曲』を含めた60分バージョンとなる。
パーソナリティ：あおち
- 大衆音楽食堂 太田支店[14]

2023年4月スタート。毎週木曜日 10時00分 - 10時30分、毎週日曜日 22時00分 - 22時30分（再放送）。
都内のスタジオにて収録の番組。音楽に精通しているパーソナリティ2人が、主に昭和 - 平成の音楽や文化についてのほか、旅先での出来事や食についても語り合う。
パーソナリティ：中西康夫（音楽プロデューサー、作家兼作詞家・なかにし礼と元歌手・石田ゆり夫妻の長男）・橋本まさし（レコーディング・エンジニア）
- 70’s ダイアリー[15]

毎週月曜日 10時00分 - 11時00分、同日 19時00分 - 20時00分（再放送）。
2021年9月までは、ミュージックバードを通じて全国のコミュニティ放送局に配信されていた。
パーソナリティ：萩原正明がセレクトした70年代の邦楽を、中心に続けて流している。
リクエストのコーナーはあるが、あまりかけない。
萩原の他にもアーティストがパーソナリティを務める番組が多いのも特徴。かつてはCLIFF EDGE（クリフエッジ）や、地元太田出身者を擁するback numberをはじめとしたバンド系などが名を連ねていた。
またこの他には、都市対抗野球大会にて地元企業であるSUBARU硬式野球部が出場する際、試合はもとより事前の応援特番も組まれることがある。
その場合は、該当する時間帯の番組が生放送番組・収録番組に関わらず休止または時間変更となる（ミュージックバード制作分も含まれる）。
- K-style

毎週木曜日 20時00分 - 20時30分
太田市の整形外科クリニック・剣持整形外科クリニックの院長「剣持雅彦」と、剣持整形外科による、フリートークの生放送番組。
- Acoustic FUN

毎週木曜日 19時00分 - 20時00分、毎週日曜日 19時00分 ～ 20時00分（再放送）
音楽についてのお話を中心に、フリートーク番組。
パーソナリティ：葉月那央（シンガーソングライター）、ひで（ゆでたまゴン vo.担当）
- 牛来美佳のいきなし!Go Light!! - FM桐生は、毎週木曜日　14:30 - 15:00、毎週木曜日（金曜深夜） 4:30 - 5:00（再放送）

火曜日 19時30分 - 20時00分、木曜日 10時30分 - 11時00分（再放送）
浪江町出身のシンガーソングライター牛来美佳の音楽番組。
牛来美佳）、木村綾（シンガーソングライター）、
- 太田を元気に!スマイルプロジェクト[19]

火曜日 19時00分 - 19時30分、土曜日 10時15分 ～ 11時00分（再放送）
関東学園大学の先生と学生（地域経済デザインコース）＆木村綾でお送りする地域活性などを考える番組。
 : パーソナリティ：関東学園大学の生徒

### 他局のネット番組
- やまだ楽塾・今夜は耕司中（火曜日 14:00 - 14:59、FM桐生制作）

### 過去の自社制作番組
- あにわん

アニソン専門番組。
以前は毎週水曜日21:00からの生放送だったが、鶴淵・和田のスケジュール都合上後期は隔週収録となった。
2014年2月まで生放送終了後に「うらわんライブストリーミング」と題し、Ustreamでの配信も行われていた（こちらも生放送、ただし鶴淵のスケジュール都合で休止の場合もあった）。
2022年9月7日放送分にて、一つの役目を終えたという理由から、9月28日放送分を以て終了の告知が発表された。
パーソナリティ：鶴淵信也・高野友芽奈・和田珠実（愛称「たま姉さん」）・あにわんくん（2015年10月まで。番組のマスコット。キャタピラ付きのメガネをかけた、犬をモチーフとした謎の生物という設定がなされている。）
- ビューンラジオ!

ポルトガル語と日本語を織り交ぜたバラエティ番組。2024年3月31日終了。
パーソナリティ：Leo
- 市長いまどきトーク

2025年4月まで太田市長を在任した清水聖義が、FM TARO開局時からパーソナリティを務めた番組（月2回、第2・第4火曜日）。